# باتزكيا
باتزكيا هو جنس من النباتات في عائلة الأعشاب النجيلية.
موطن نبات باتزيكا الأصلي أوروبا وأفريقيا. يتواجد في أوروبا تحديداً في ألبانيا والنمسا وبلغاريا وفرنسا واليونان وإيطاليا والبرتغال ورومانيا وصقلية وإسبانيا وسويسرا ويوغوسلافيا. كما وجد في أفريقيا في الجزائر والمغرب وتونس.
سمي جنس نبات باتزكيا بهذا الاسم نسبة لعالم النبات الألماني إروين باتزكي (1929-2018) تكريماً له.
تم وصفه ونشره لأول مرة في الجهرب. بوخوم. بوت. فيرين المجلد.1 في الصفحة 126 في عام 2010.

## الأنواع المعروفة
بحسب كيو;
- باتزكيا كوروسلينس شولز
- باتزكيا دوراندوي (كلاوسون) جي إتش لوس
- باتزكيا بانيكولاتا (إل) جي إتش لوس
- باتزكيا باتولا شولز

## روابط خارجية
- غراسباس-العالم على الانترنت العشب فلورا